# East Bank
East Bank est une ville américaine située dans le comté de Kanawha en Virginie-Occidentale. En 2010, sa population est de 959 habitants.
D'abord appelée Hampton et Pryor, la ville prend le nom d'East Bank (qui signifie « rive droite » en français) en raison de sa position par rapport à la Kanawha.